# Sepia latimanus
La seppia gigante del reef (Sepia latimanus Quoy & Gaimard, 1832), nota anche come seppia del reef, è un mollusco cefalopode della famiglia Sepiidae, diffuso nelle barriere coralline dell'Indo-Pacifico.
È la specie di seppia più grande e diffusa nei reef tropicali, nonché la più comune e conosciuta di tutta l'area indo-pacifica; è nota per le sue incredibili capacità di cambiare colore per mezzo dei cromatofori, e per la sua caccia con l'ipnosi. Con la seppia gigante australiana, è la specie di seppia più grande al mondo.

## Descrizione
S. latimanus è, dopo la seppia gigante australiana, la più grande seppia vivente. Questa specie può raggiungere i 50 cm di lunghezza del mantello e pesare fino a 10 kg.

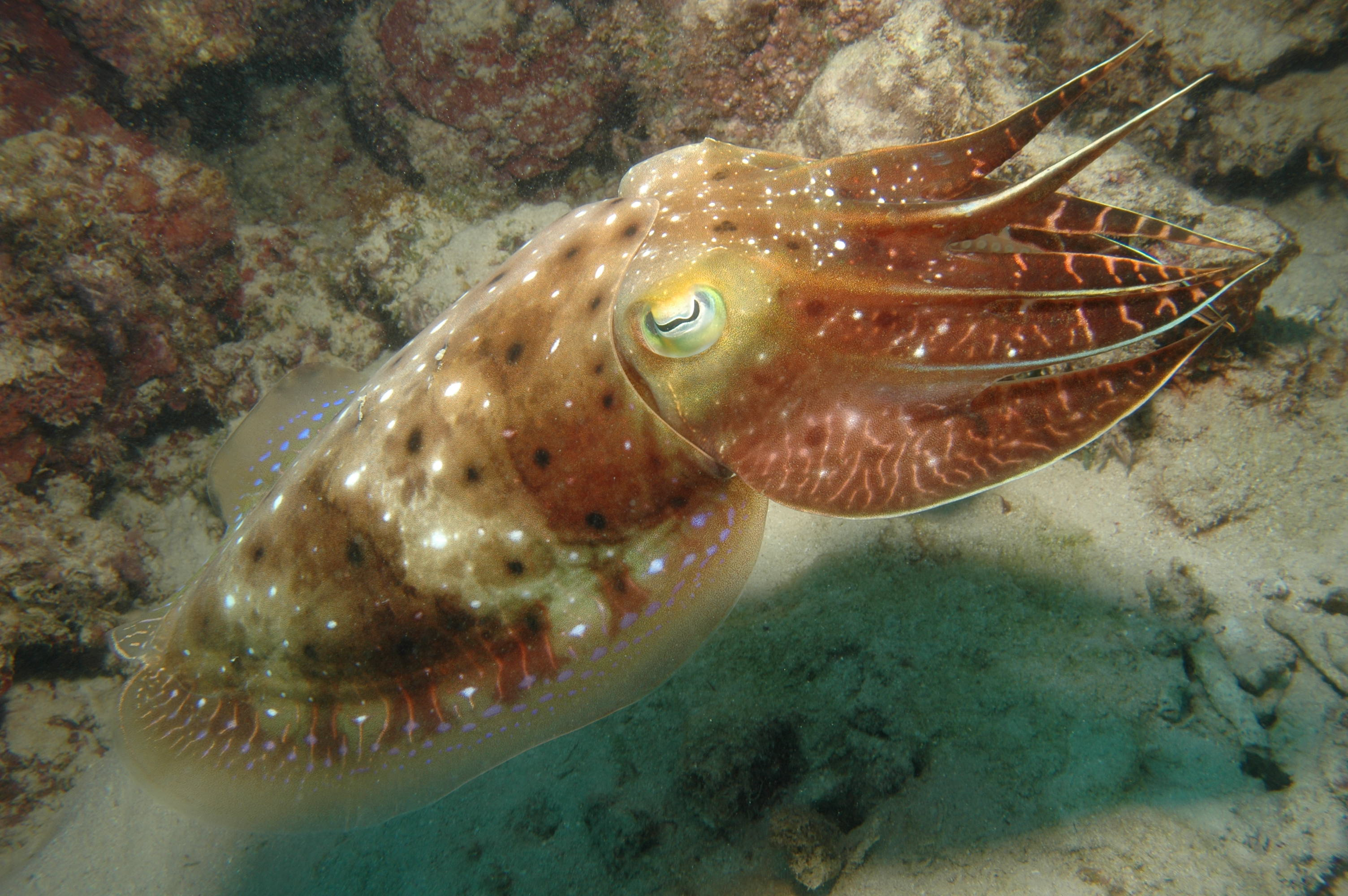
Livrea tipica di S. latimanus con la sella più chiara, visibile nel mantello

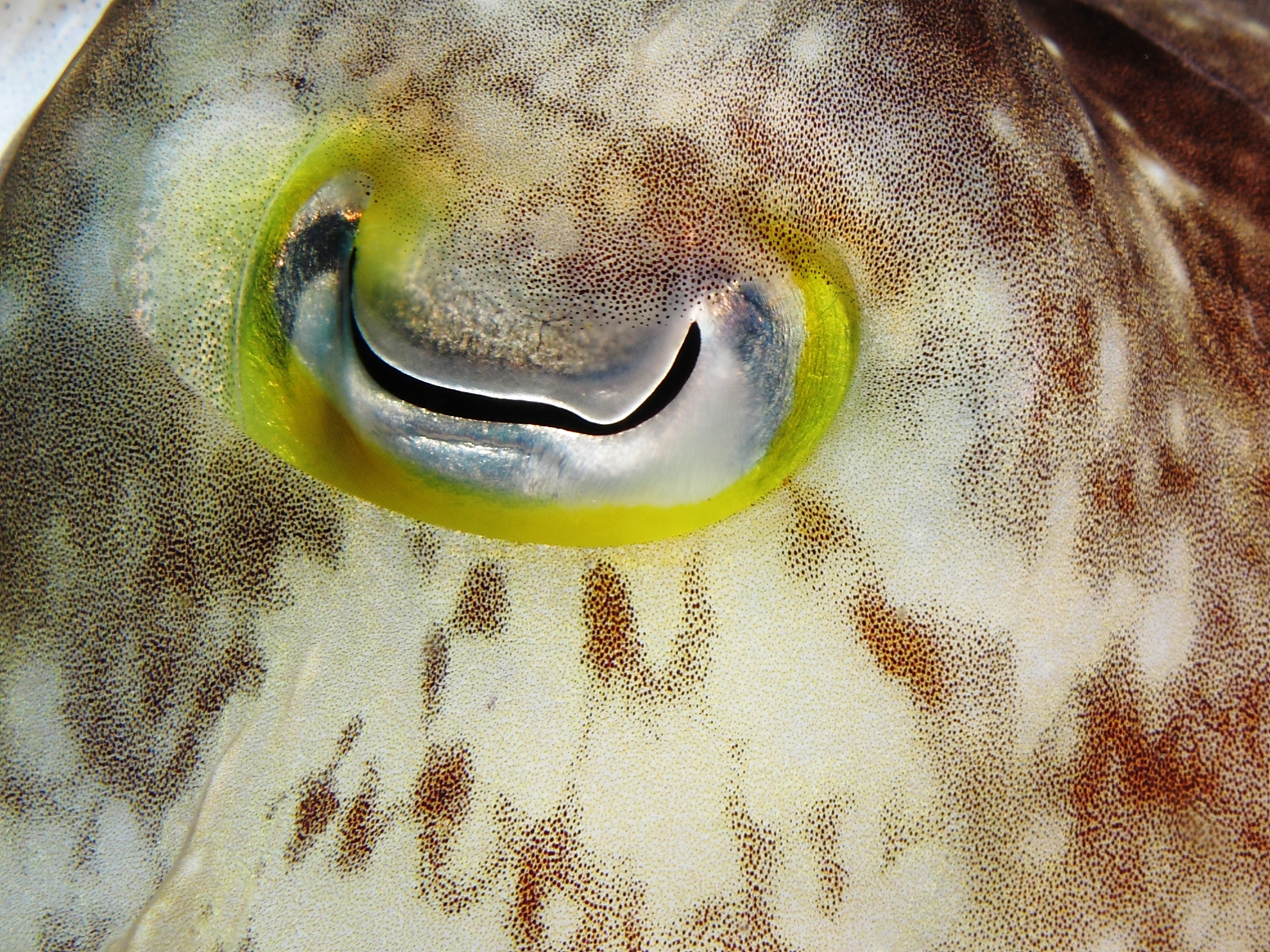
Notare l'occhio contornato di giallo, carattere identificativo in S. latimanus

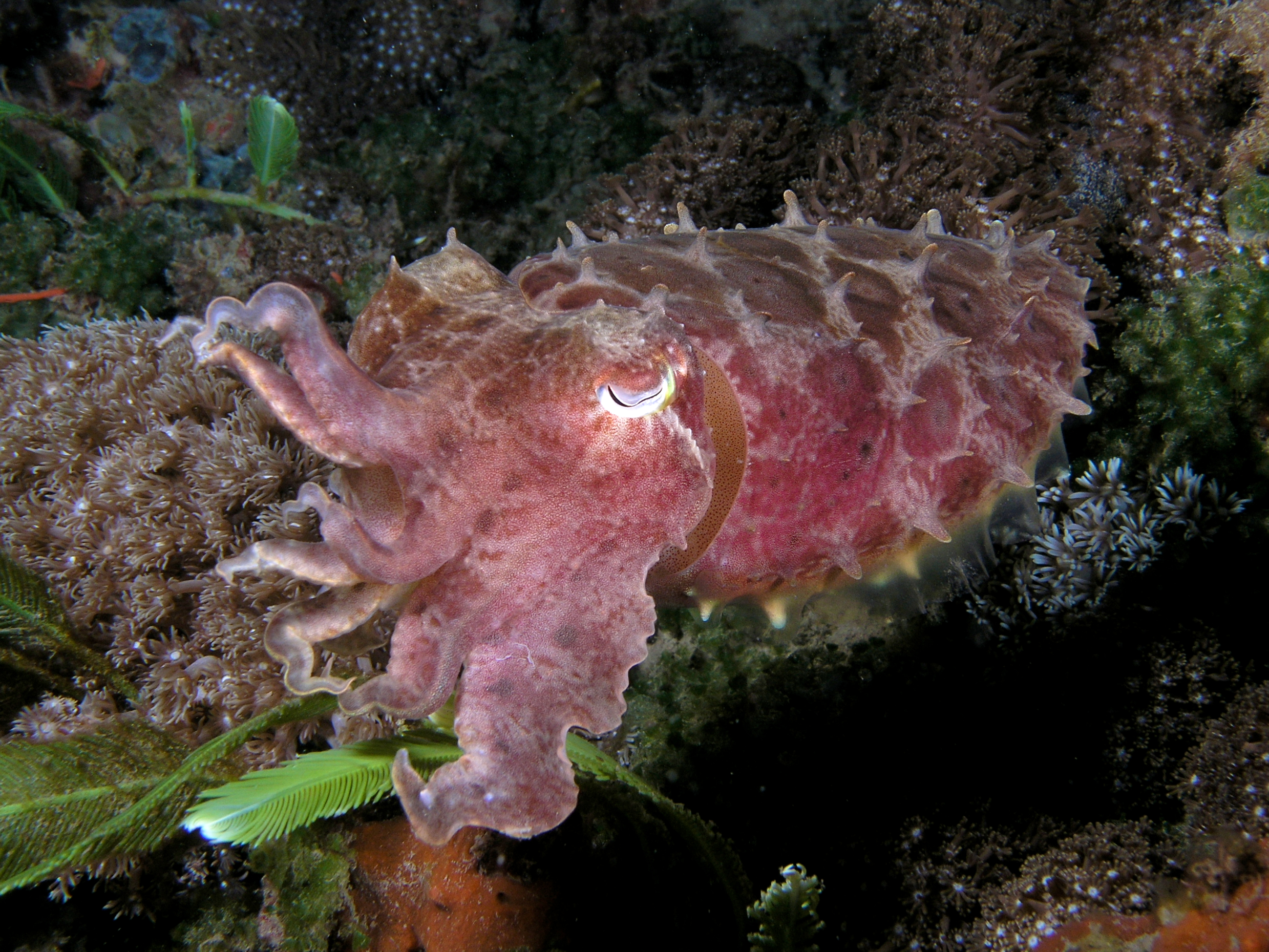
Esemplare di S. latimanus che assume una colorazione violacea con consistenza rugosa della pelle

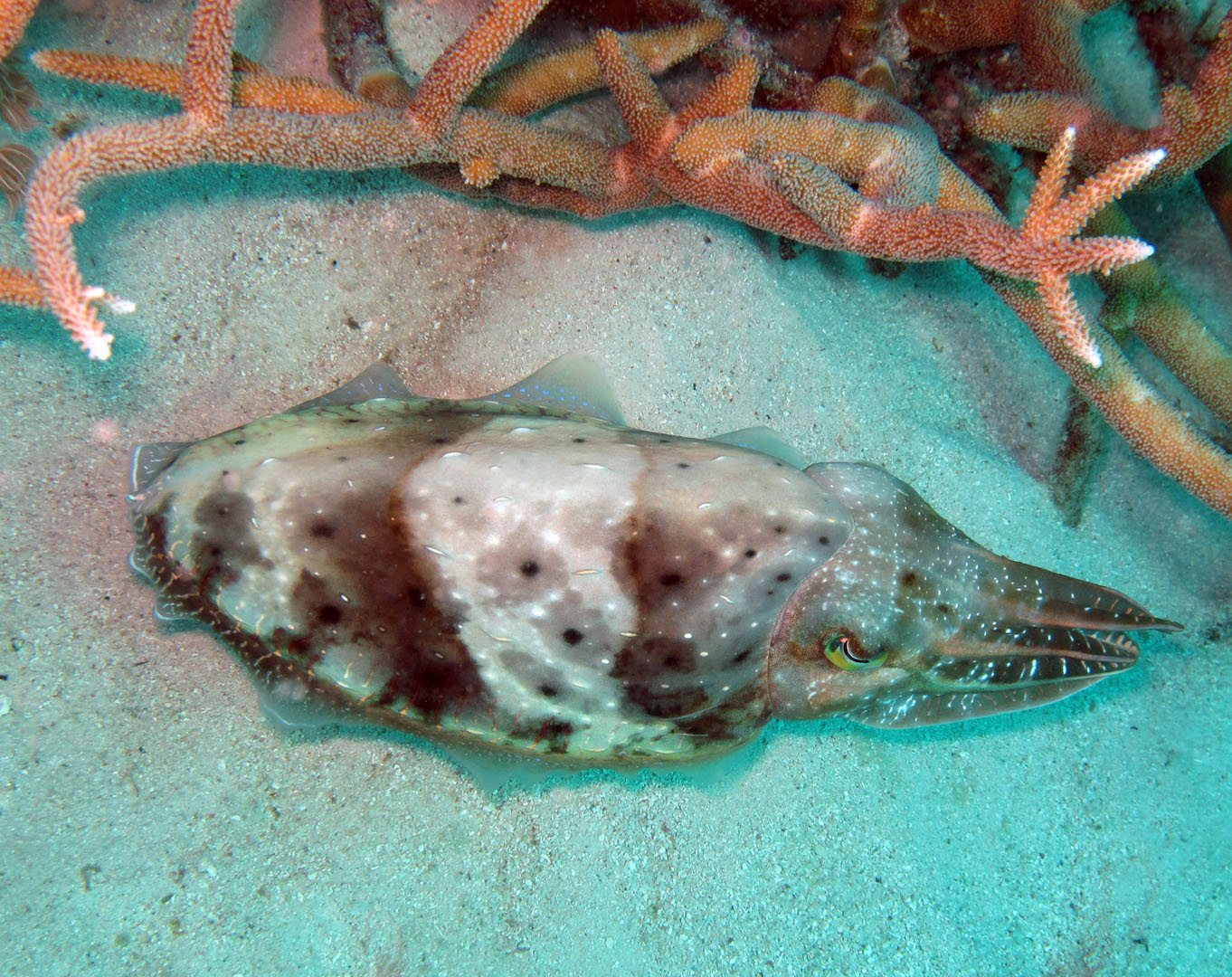
S. latimanus su un fondo sabbioso; notare sopra i coralli, il tipico habitat, e la consistenza liscia della pelle

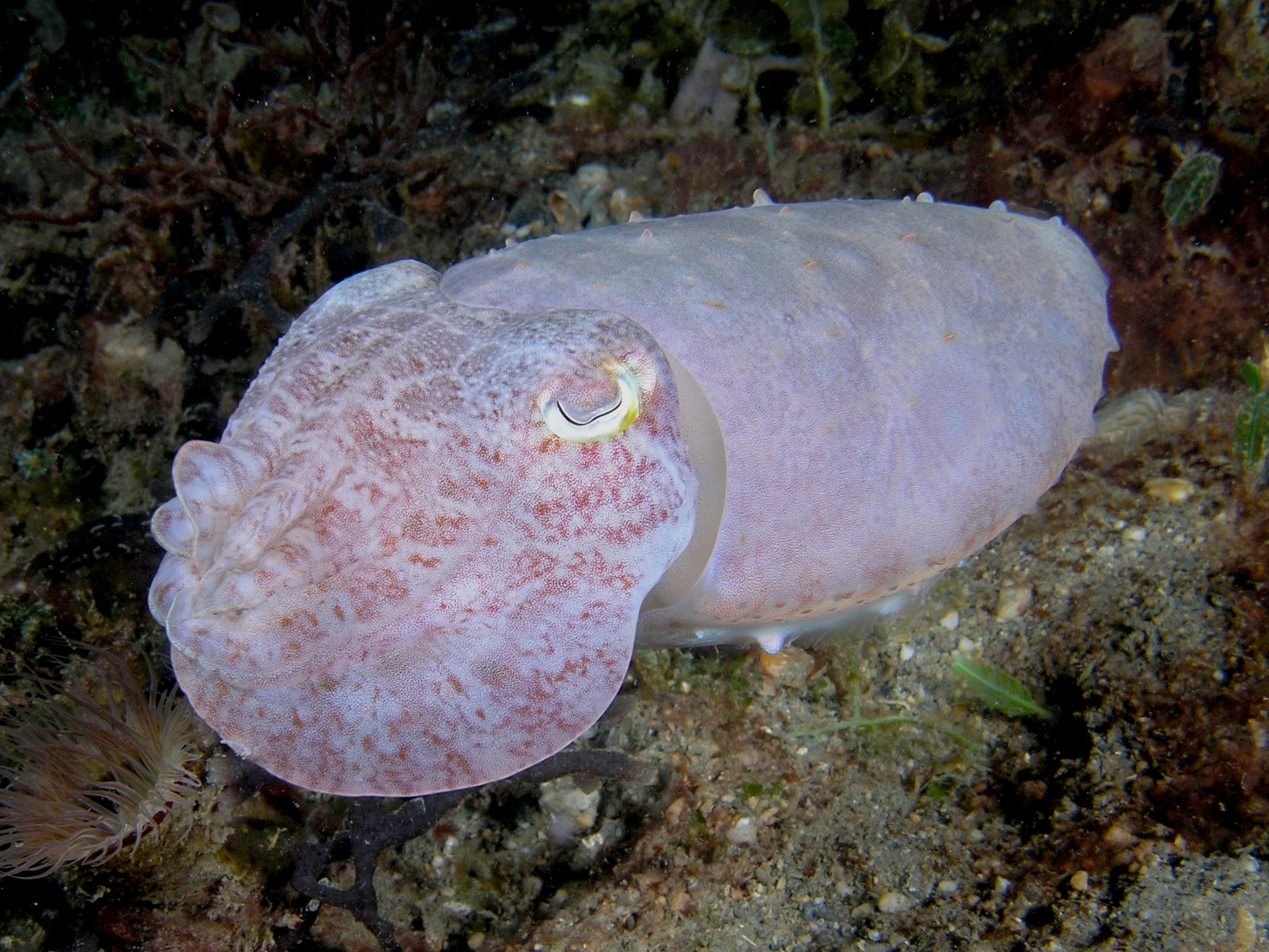
S. latimanus, lo stesso esemplare pochi secondi dopo con toni bianchi con consistenza liscia della pelle

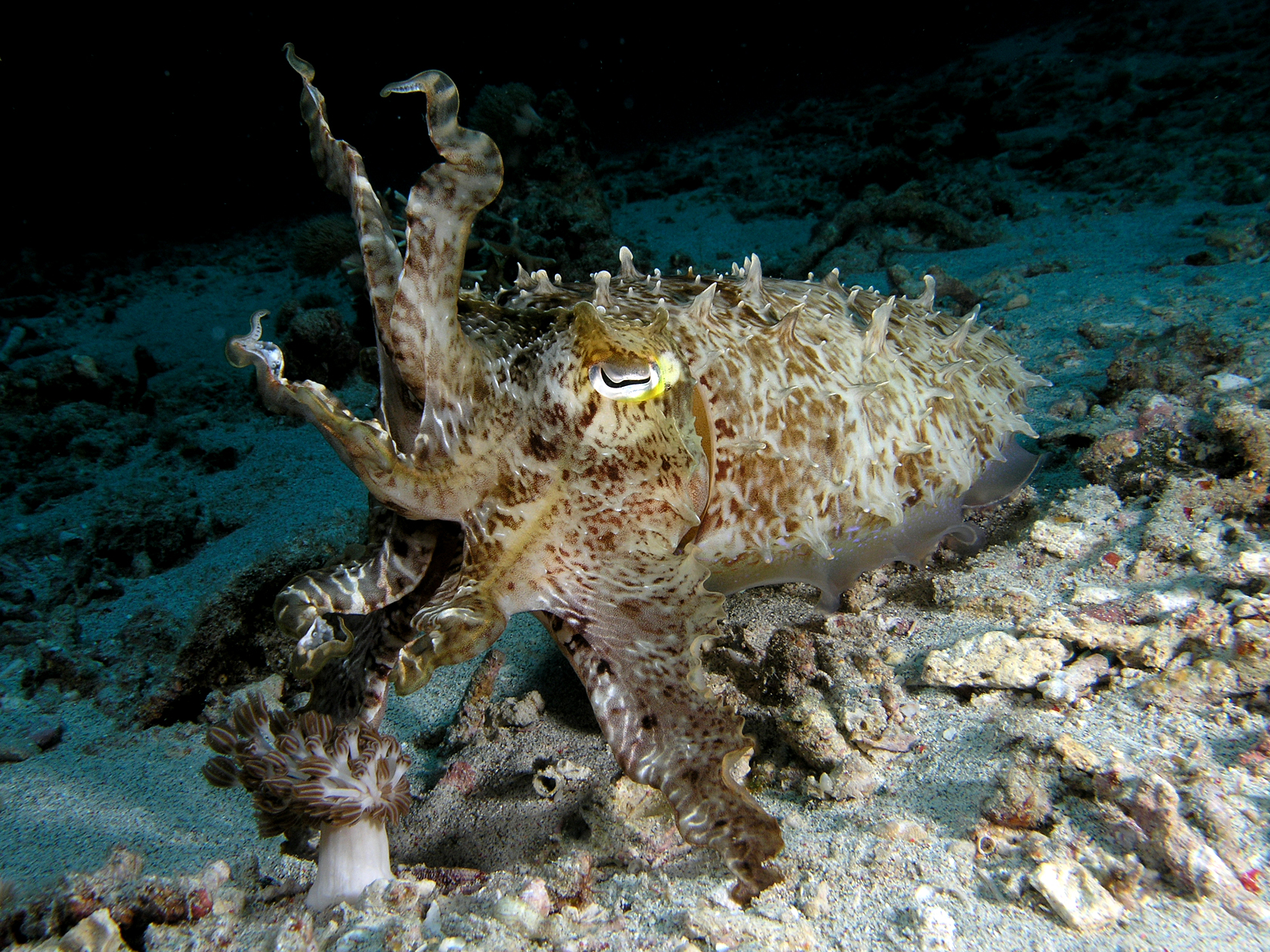
S. latimanus è capace di modificare il colore e la consistenza della pelle, in questo caso verrucosa con papille

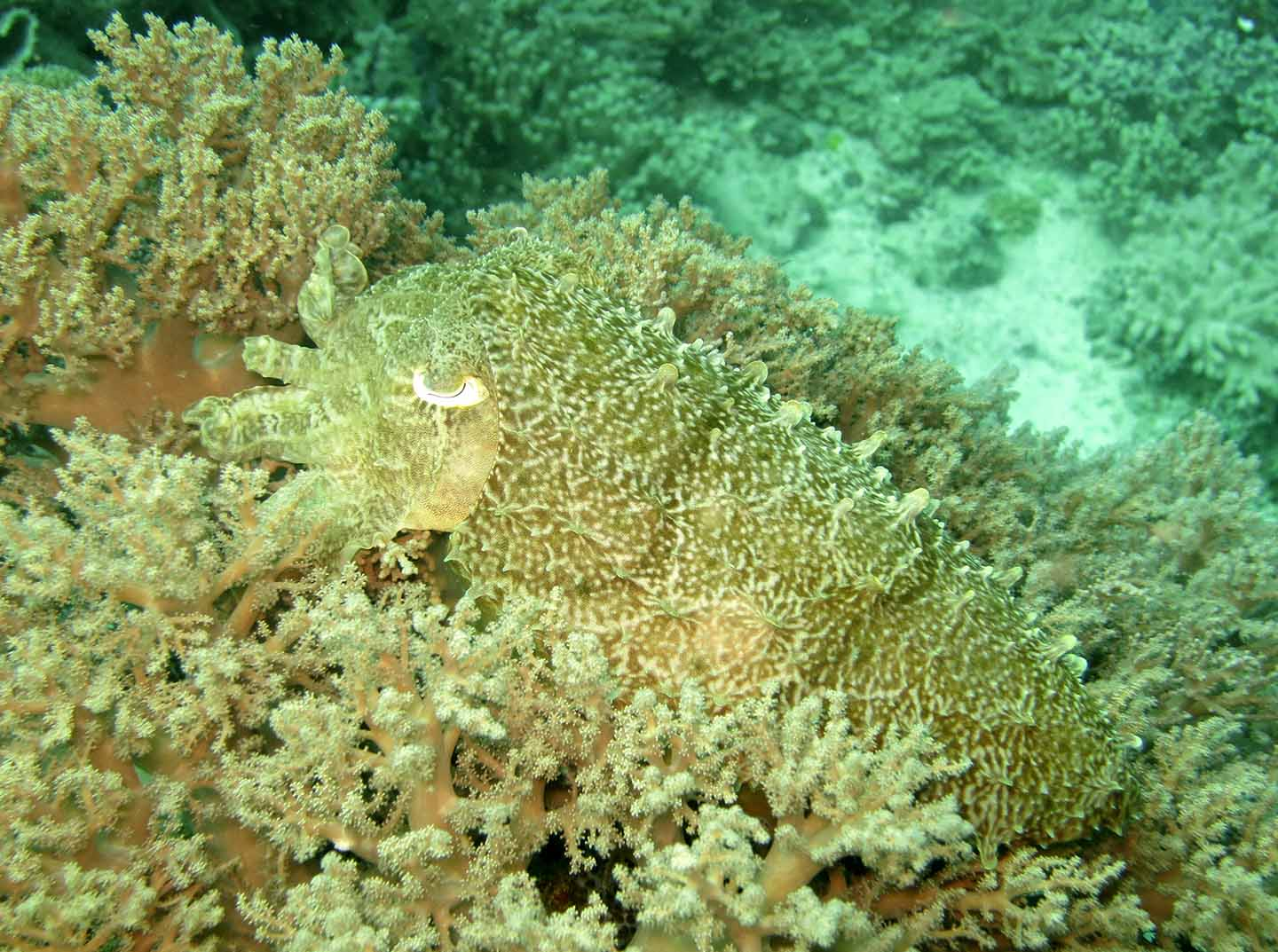
Mimetismo perfetto di S. latimanus tra i coralli molli della barriera corallina

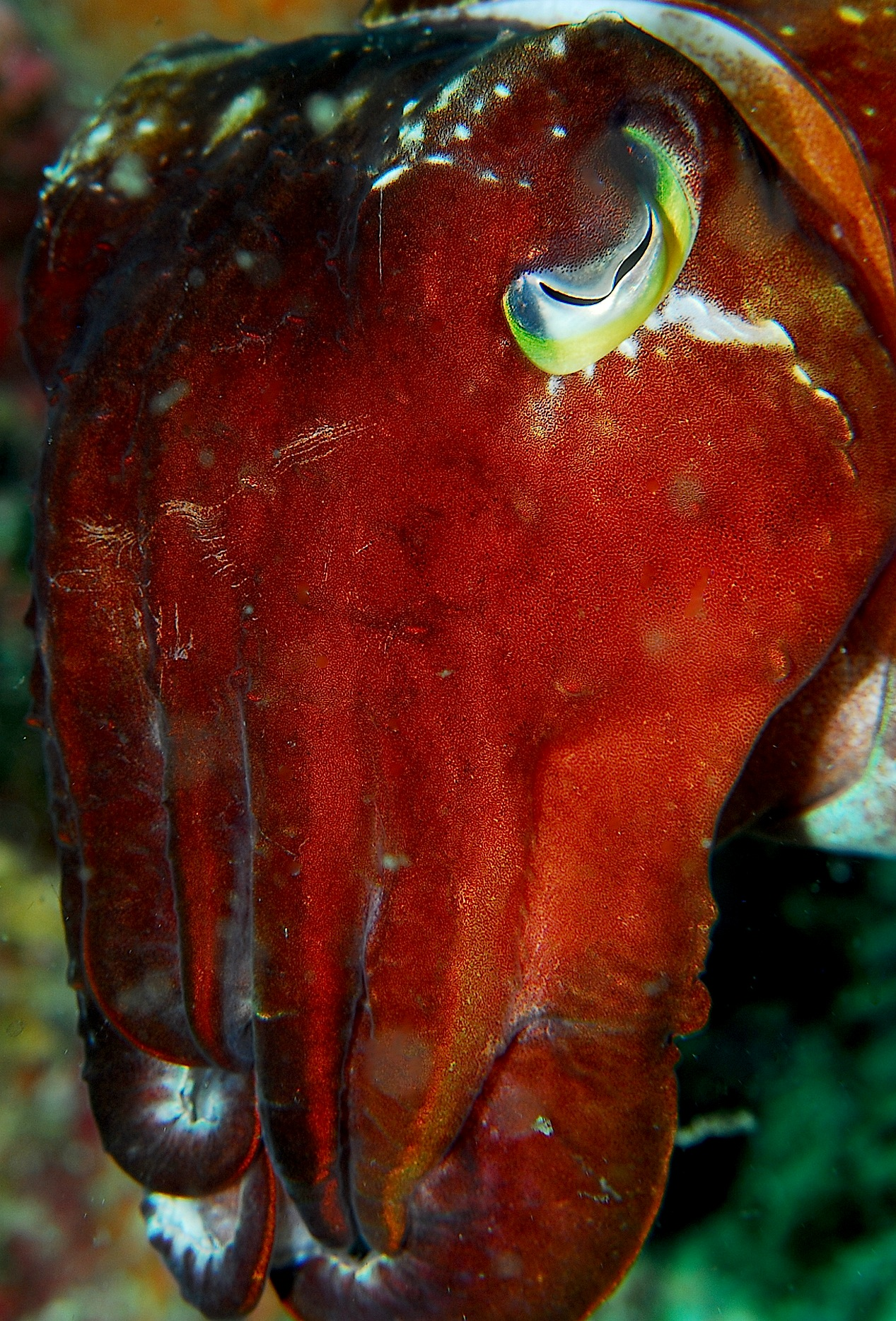
In questo caso S. latimanus rossa; notare il margine giallo nell'occhio, presente quasi in ogni livrea

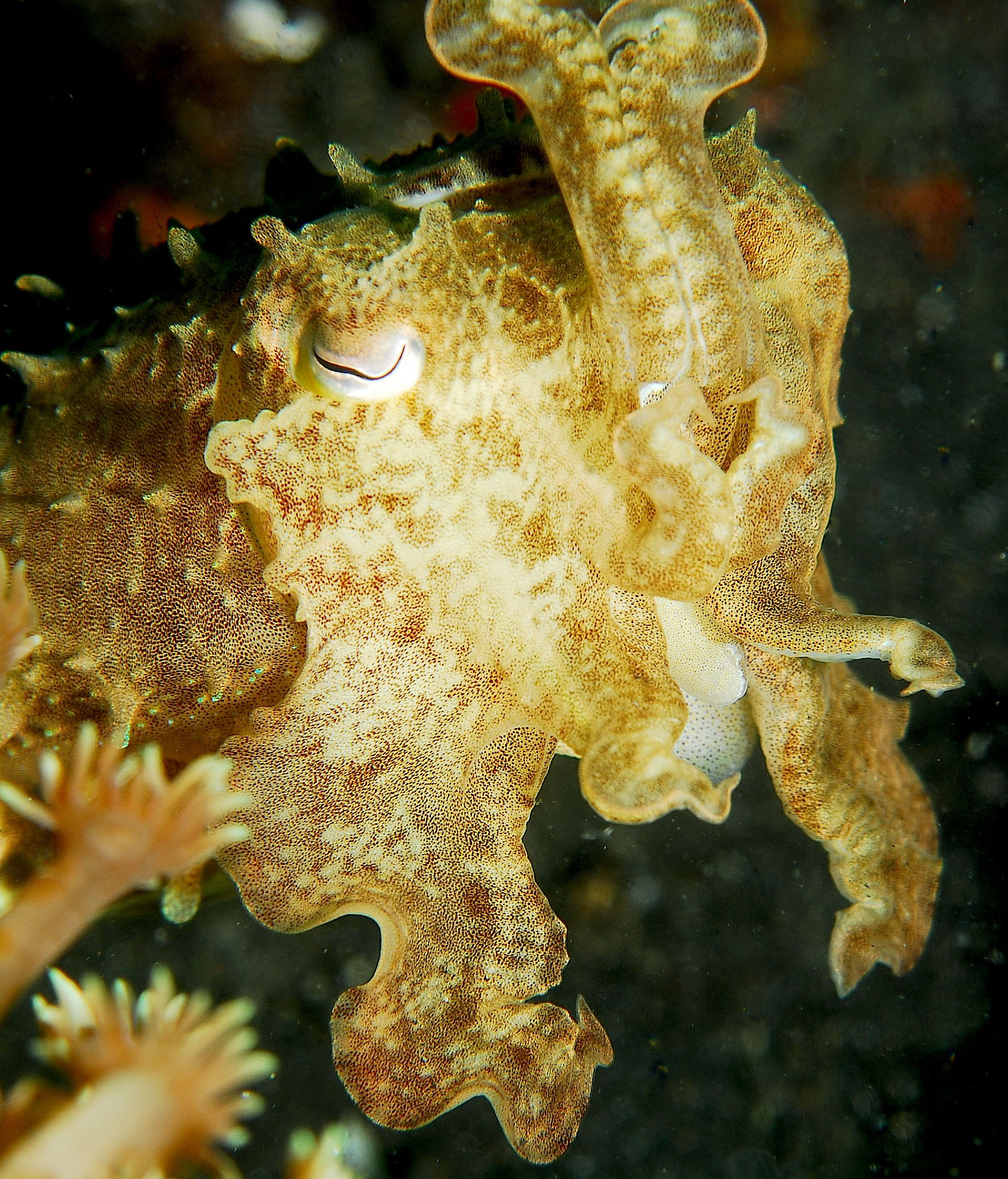
Se disturbata, S. latimanus allarga le braccia per apparire grande; i cambi di colore avvengono in pochi secondi

L'aspetto è quello comune a tutte le seppie. È dotata di un corpo allungato con mantello di forma circondato da pinne ondeggianti che si uniscono sulla punta favorendo il movimento dell'animale. Il resto del corpo è composto da due grandi occhi e otto piccole braccia che nascondono al centro un becco corneo simile a quello di un pappagallo e due tentacoli più lunghi che presentano le ventose solo all'apice e vengono estroflessi con uno scatto velocissimo per catturare le prede. Dentro il mantello, dove è presente la conchiglia interna del mollusco nota volgarmente come "osso di seppia", l'animale può riempirsi e svuotarsi d'acqua a proprio piacimento in maniera tale da cambiare livello di profondità. Il loro osso di seppia è arrotondato alle estremità, con una superficie dorsale convessa che si appiattisce all'estremità anteriore.
Il colore è estremamente variabile; come la maggior parte dei cefalopodi, può cambiare il colore e la consistenza della propria pelle per mezzo di pigmenti, i cromatofori. Comunemente sono di colore marrone chiaro o giallastro con macchie bianche screziate; i maschi a volte sono marrone scuro, in particolare durante il corteggiamento e l'accoppiamento. Le loro braccia hanno bande bianche longitudinali che appaiono come ampie macchie bianche quando sono estese; alcune hanno bande marroni longitudinali fino alla testa. Il mantello può avere un segno di sella con piccole macchie; ha anche strette bande trasversali marroni e strisce e macchie in grassetto, bianche. Gli occhi sono contornati di giallo. Le pinne sono pallide con strisce bianche che si estendono sul mantello e strette bande bianche lungo i margini esterni.

## Distribuzione e habitat
La seppia del reef si trova nell'Indo-Pacifico tropicale, dal Mozambico meridionale in tutta l'area dell'Oceano Indiano, nello Stretto di Malacca, nelle Isole Melanesiane, nel Mar Cinese Meridionale e Orientale, nel Mare delle Filippine e in Giappone fino al Kyushu meridionale. Si trovano anche in Indonesia dal sud all'Australia nordoccidentale e nordorientale e attraverso le acque dell'Australia settentrionale fino alla Grande Barriera Corallina meridionale, il Mar dei Coralli, Palau, Guam, Nuova Caledonia, Fiji e Isole Cocos (Keeling).
Il suo habitat principale sono le barriere coralline tropicali, dalla superficie fino a circa 30 m di profondità, ma anche in zone sabbiose e letti di alghe, ma sempre nei pressi del reef. Grazie alla sua formidabile abilità di cambiare colore, S. latimanus si è adattata perfettamente al coloratissimo ambiente delle madrepore tropicali.

## Biologia
Come tutte le seppie è un mollusco predatore, che passa gran parte della sua giornata in cerca di prede nella barriera corallina. La seppia del reef è anche una preda comune di predatori più tenaci, come murene, cernie o squali del reef e altri grossi pesci di barriera come Caranx melampygus . Evita i predatori confidando nelle eccezionali doti mimetiche, ma se si sente aggredita può fuggire rilasciando un getto di inchiostro.

### Alimentazione
Si nutre di piccoli pesci e crostacei, specialmente granchi e aragoste. S. latimanus caccia durante il giorno e sembra che ipnotizzi le prede con le sue bande colorate ritmiche. Con una continua oscillazione e variazione del colore delle braccia la preda si ferma ipnotizzata, facilitando la predazione alla seppia che, estroflettendo i due lunghi tentacoli muniti di ventose, la cattura portandola al becco corneo. .

### Riproduzione
Si accoppia in acque poco profonde tra gennaio e maggio; Durante la stagione riproduttiva, i maschi stabiliscono un territorio, difendendo un'area di corallo nel reef dove le femmine depongono le uova dopo l'accoppiamento. Il corteggiamento è altamente ritualizzato e comporta sorprendenti manifestazioni visive, con repentini cambi di colore. Questa specie si accoppia testa a testa e il maschio pone le spermatofore su una membrana della femmina, vicino alla bocca. I maschi spesso proteggono le femmine per allontanare gli altri maschi. Le loro uova, deposte dalla femmina tra i coralli del genere Acropora, si induriscono dopo essere state deposte, il che le rende difficili da estrarre dai coralli per i predatori. Si schiudono in 38-40 giorni; come spesso succede tra i Cefalopodi, la femmina muore poco dopo la schiusa. Quando si schiudono, i giovani si nascondono tra i coralli e le macerie di corallo e spesso imitano le foglie di mangrovia con i loro colori mimetici.

## Galleria d'immagini

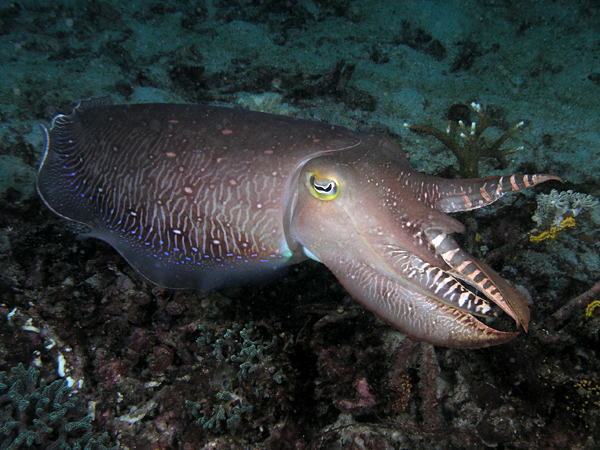
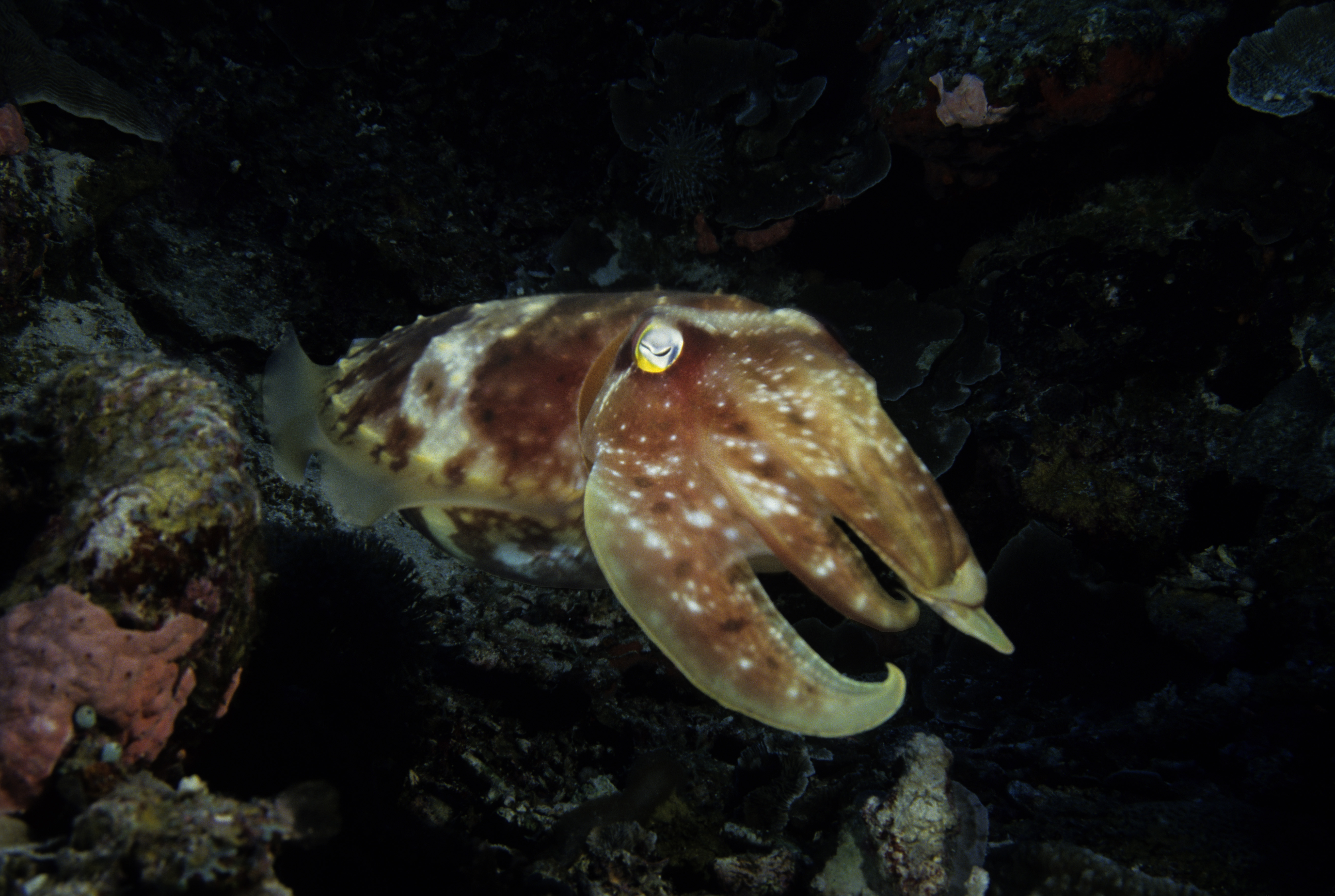
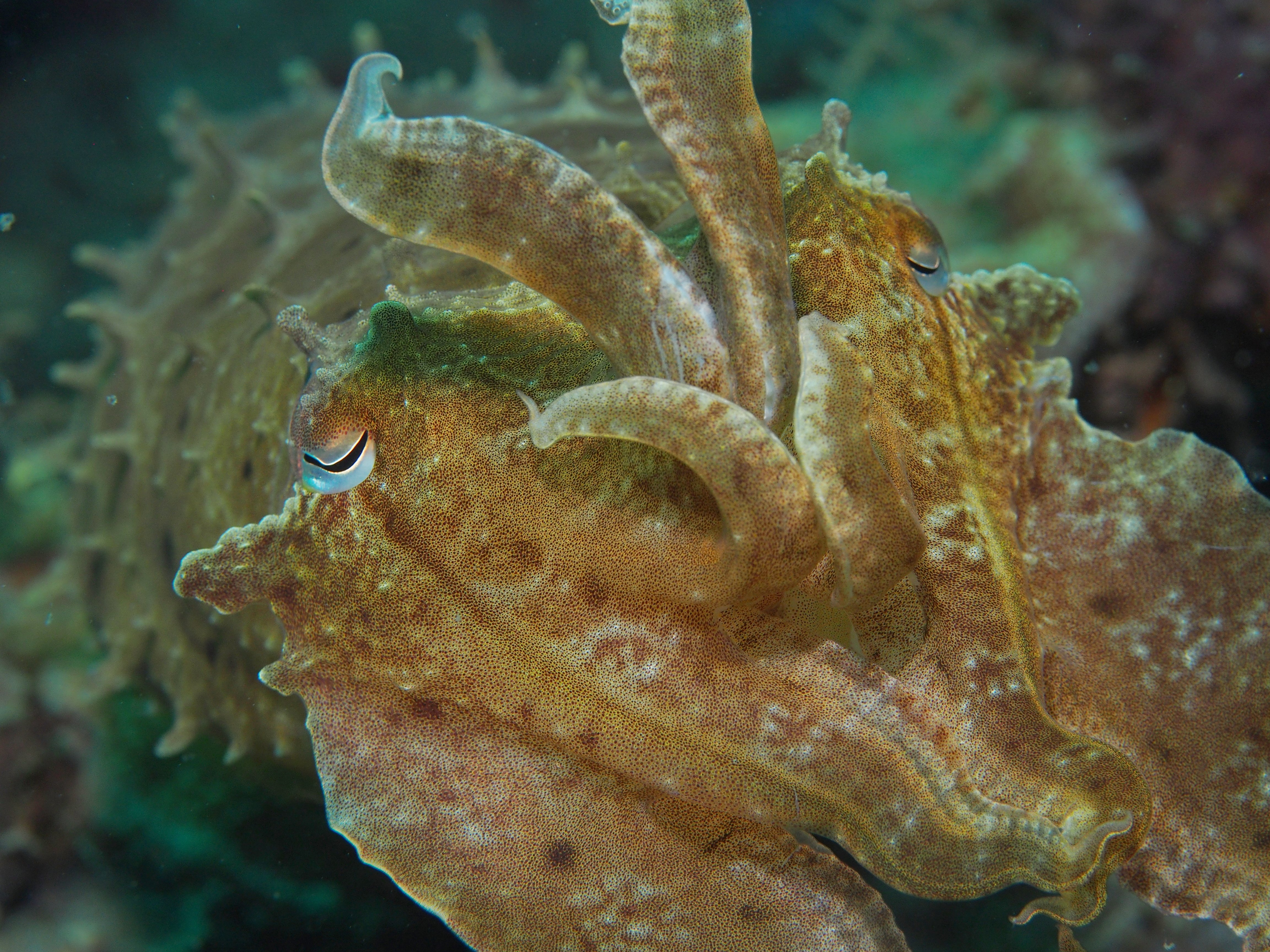
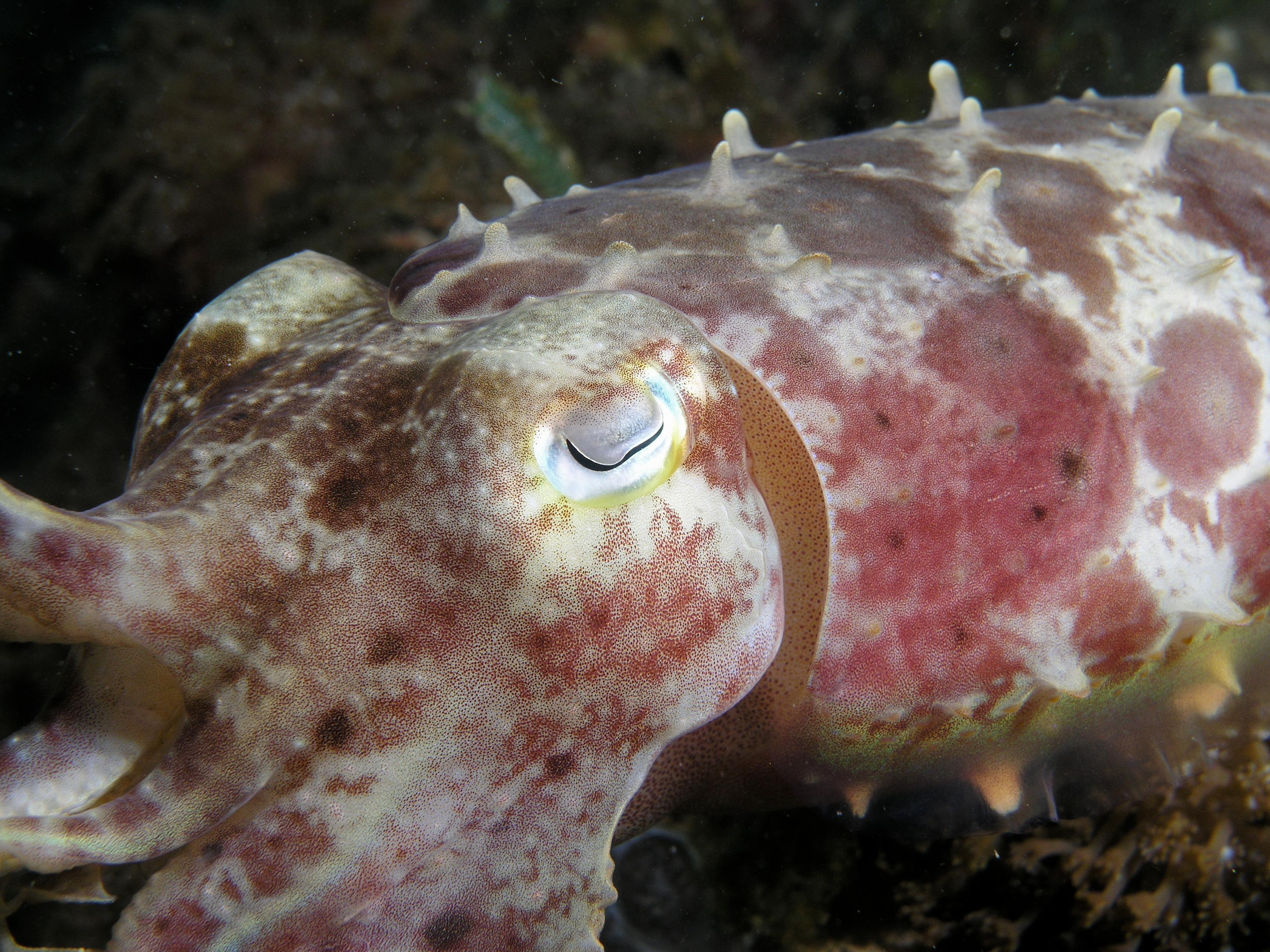
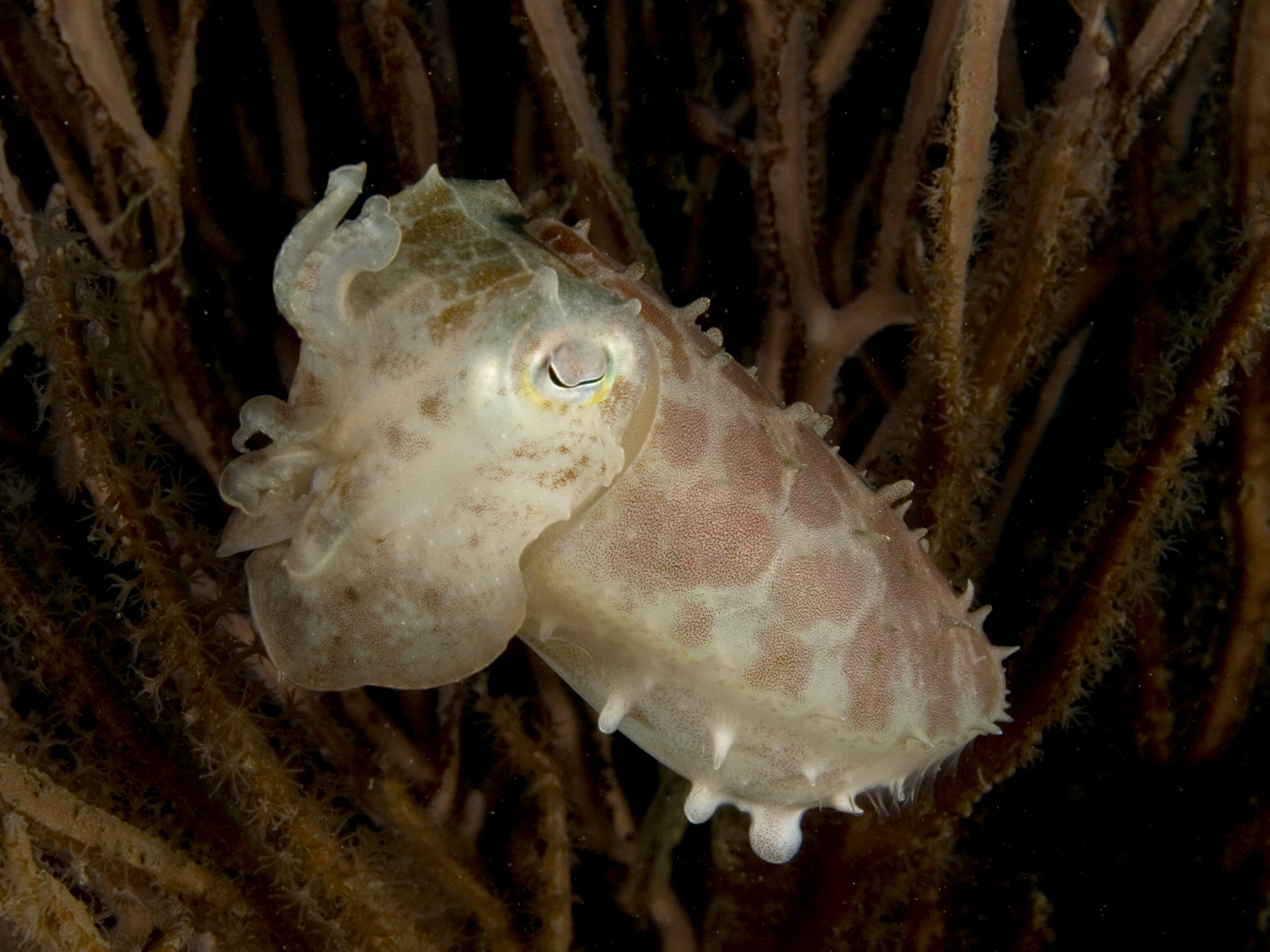
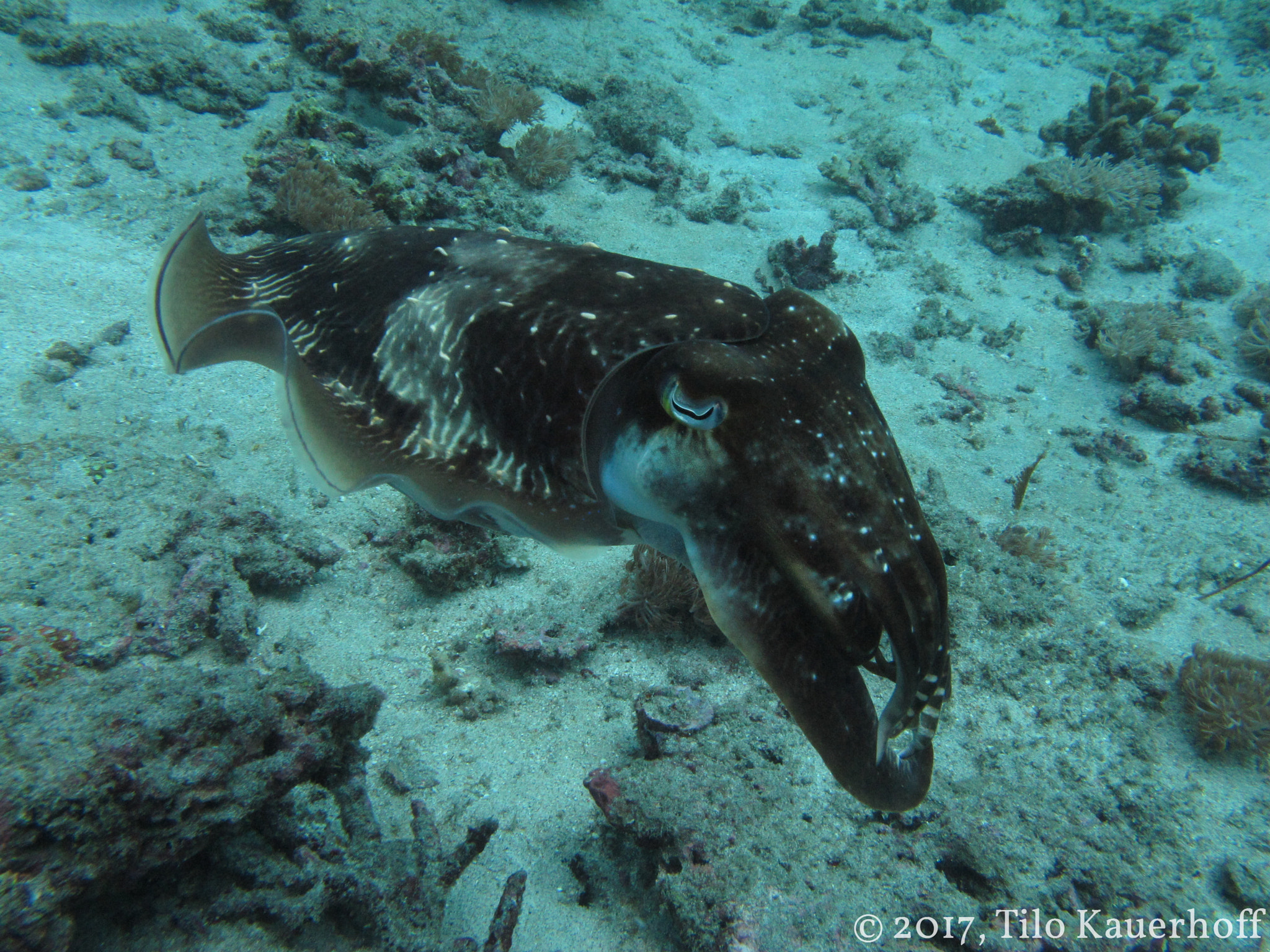
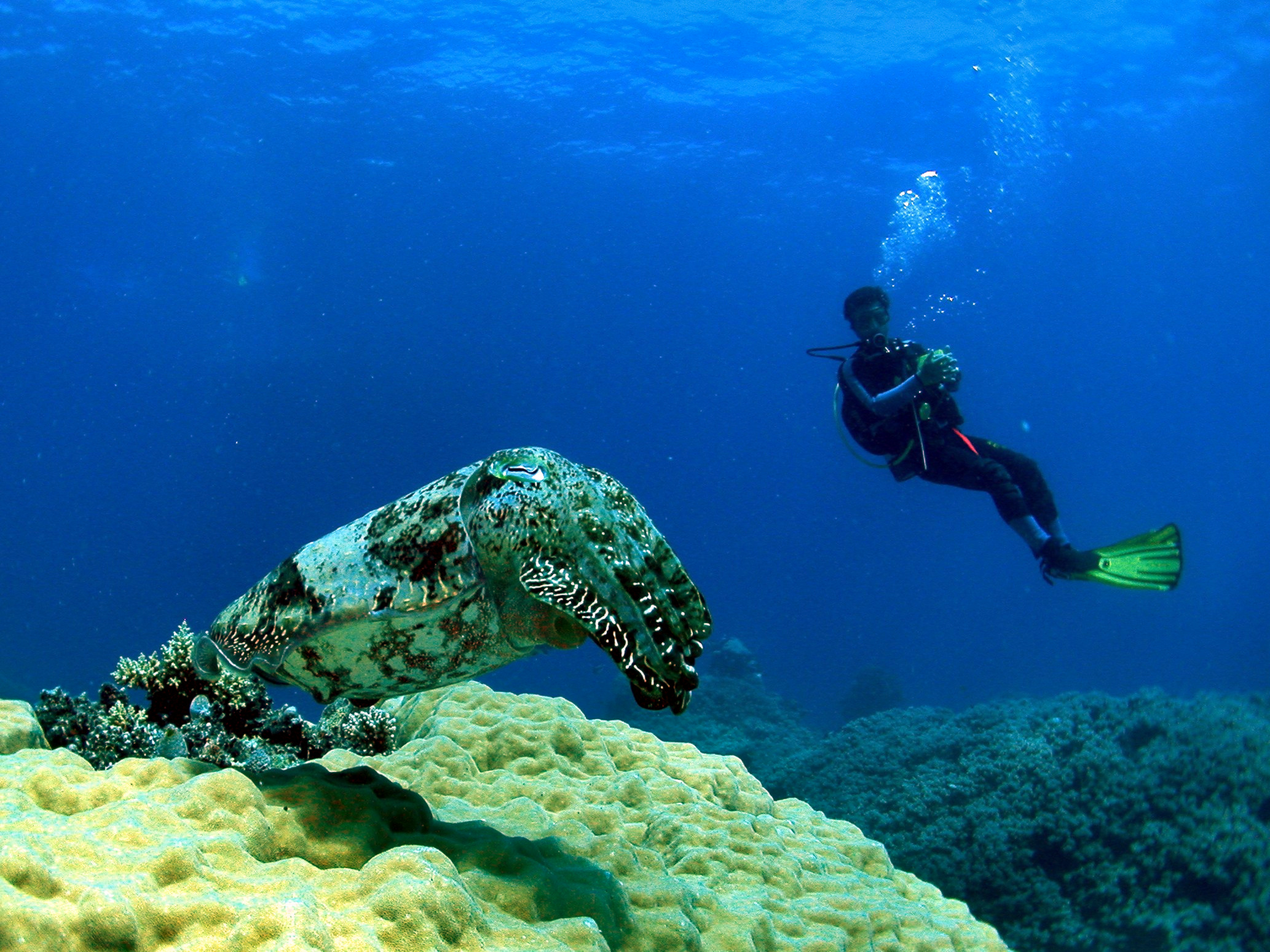
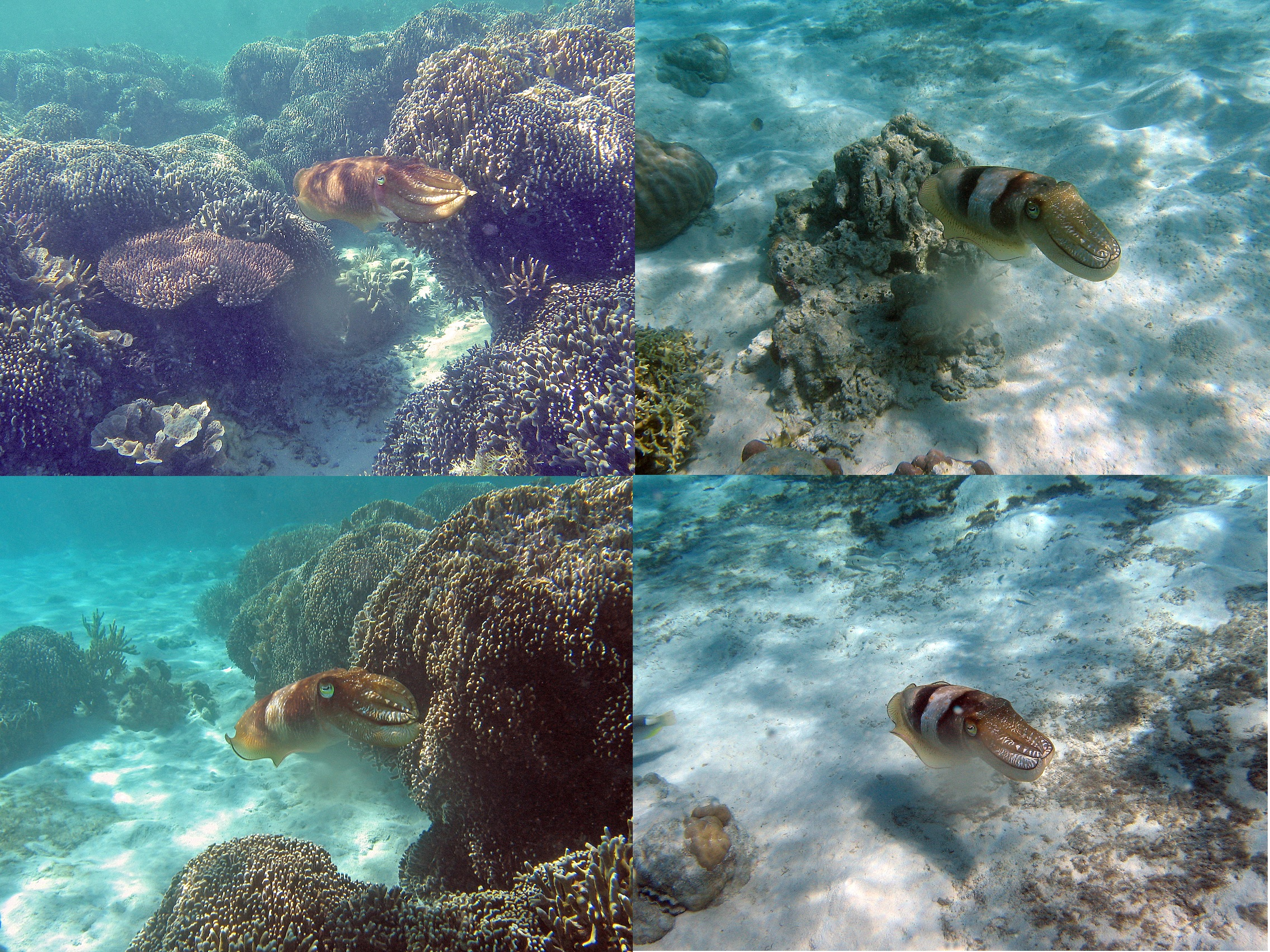